# 성균관 유생들의 나날
성균관 유생들의 나날은 대한민국의 작가 정은궐의 소설이다. 2010년 하반기에 방영한 KBS2의 20부작 월화드라마 '성균관 스캔들'의 원작으로, 후편으로 규장각 각신들의 나날이 있다.
등장인물
남주
이선준(성균관에서 별명은 가랑)
여주
김윤희(성균관에서 별명은 대물)
여주인공이며 성균관에 남장을 하고들어가
동생이름인 김윤식으로 공부했다.
그 외 인물
김윤식
문재신(성균관에서 별명은 걸오)
구용하(성균관에서 별명은 여림)
순돌이
초선
반다운(문재신과 혼인했음)